# BNA: Brand New Animal
BNA: Brand New Animal (jap. BNA ビー・エヌ・エー BNA Bī Enu Ē), na platformie Netflix znany pod tytułem BNA – japoński telewizyjny serial anime wyprodukowany przez studio Trigger. Premiera miała miejsce w japońskiej wersji platformy Netflix 21 marca 2020, gdzie udostępniono pierwsze sześć odcinków, zaś pozostałe sześć – 6 maja. Premiera światowa (również w Polsce) odbyła się 30 czerwca.
Serial emitowany był również od 8 kwietnia do 24 czerwca 2020 w japońskiej telewizji – na antenie Fuji TV w paśmie +Ultra.
Na podstawie serialu powstała light novel wydana nakładem wydawnictwa Shūeisha. Ponadto od maja 2020 na łamach magazynu „Tonari no Young Jump” tego samego wydawnictwa publikowana jest manga autorstwa Asano.

## Fabuła
Akcja serialu rozgrywa się w świecie, w którym humanoidalne zwierzęta wspólnie z ludźmi zamieszkują Ziemię. Główna bohaterka, nastoletnia Michiru Kagemori pewnego dnia nagle zaczyna zamieniać się w zwierzoczłeka tanuki. Podczas ucieczki, szuka schronienia w mieście Anima, mieście zbudowanym dla zwierzoludzi, aby mogli żyć spokojnie jak oni sami, i kończy spotkanie ze zwierzoczłekiem wilka, Shirō Ōgamim. Wspólnie badają, w jaki sposób i dlaczego Michiru stała się bestią, wplątując się w jeszcze dziwniejsze wydarzenia.

## Bohaterowie
Michiru Kagemori (jap. 影森 みちる Kagemori Michiru)
Seiyū: Sumire Morohoshi 
Shirō Ōgami (jap. 大神 士郎 Ōgami Shirō)
Seiyū: Yoshimasa Hosoya 
Nazuna Hiwatashi (jap. 日渡 なずな Hiwatashi Nazuna)
Seiyū: Maria Naganawa 
Alan Sylvasta (jap. アラン・シルヴァスタ Aran Shiruvuasuta)
Seiyū: Kaito Ishikawa 
Barbaray Rose (jap. バルバレイ・ロゼ Barubarei Roze)
Seiyū: Gara Takashima 
Marie Itami (jap. マリー伊丹 Marī Itami)
Seiyū: Michiyo Murase 
Yūji Tachiki (jap. 立木 勇次 Tachiki Yūji)
Seiyū: Hiroshi Naka 
Gem Horner (jap. ジェム・ホーナー Jemu Hōnā)
Seiyū: Hiroshi Yanaka 
Melissa Horner (jap. メリッサ・ホーナー Merissa Hōnā)
Seiyū: Kimiko Saitō 
Giuliano Flip (jap. ジュリアーノ・フリップ Juriāno Furippu)
Seiyū: Yōhei Tadano 
Premier Shiramizu (jap. 白水 総理 Shiramizu Sōri)
Seiyū: Hōchū Ōtsuka 
Nina Flip (jap. ニナ・フリップ Nina Furippu)
Seiyū: Ami Maeshima 
Jackie (jap. ジャッキー Jakkī)
Seiyū: Megumi Han 
Boris Cliff (jap. ボリス・クリフ Borisu Kurifu)
Seiyū: Takehito Koyasu 
Pinga (jap. ピンガ)
Seiyū: Daisuke Namikawa 

## Produkcja i premiera
5 lipca 2019 podczas trwającego festiwalu Anime Expo, studio Trigger zapowiedziało produkcję anime, którego premiera miałaby odbyć się w 2020 roku na antenie Fuji TV w paśmie +Ultra. Reżyserem został Yō Yoshinari, zaś scenarzystą Kazuki Nakashima. Pierwszy zwiastun został opublikowany 22 stycznia 2020, a ponadto podano do informacji, że premiera w telewizji odbędzie się w kwietniu.
10 marca podano do informacji, że pierwsze sześć odcinków zostanie udostępnionych 21 marca w japońskiej wersji platformy Netflix. 18 marca poinformowano, że premiera telewizyjna anime odbędzie się 8 kwietnia, a kolejne odcinki emitowane będą premierowo na antenie Fuji TV w każdą środę o 24.55 (czasu japońskiego JST). 5 maja ogłoszono, że pozostałych sześć odcinków zostanie udostępnionych dnia następnego na platformie Netflix.
15 maja podano do informacji, iż wszystkie odcinki serialu zostaną udostępnione 30 czerwca we wszystkich wersjach językowych platformy Netflix, również w Polsce.

### Spis odcinków
| Odcinek | Tytuł               | Tytuł                 | Data pierwszej emisji | Data pierwszej emisji | Data pierwszej emisji |
| Odcinek | oryginalny          | polski                | Japonia               | Japonia               | świat                 |
| Odcinek | oryginalny          | polski                | Netflix               | Fuji TV               | Netflix               |
| ------- | ------------------- | --------------------- | --------------------- | --------------------- | --------------------- |
| 1       | Runaway Raccoon     | Zbiegły szop          | 21 marca 2020         | 8 kwietnia 2020       | 30 czerwca 2020       |
| 2       | Rabbit Town         | Królikowo             | 21 marca 2020         | 15 kwietnia 2020      | 30 czerwca 2020       |
| 3       | Rhino Melancholy    | Smutek nosorożca      | 21 marca 2020         | 22 kwietnia 2020      | 30 czerwca 2020       |
| 4       | Dolphin Daydream    | Marzenie delfina      | 21 marca 2020         | 29 kwietnia 2020      | 30 czerwca 2020       |
| 5       | Greedy Bears        | Chciwe misie          | 21 marca 2020         | 6 maja 2020           | 30 czerwca 2020       |
| 6       | Fox Waltz           | Walc lisa             | 21 marca 2020         | 13 maja 2020          | 30 czerwca 2020       |
| 7       | Easy Albatross      | Wolny albatros        | 6 maja 2020           | 20 maja 2020          | 30 czerwca 2020       |
| 8       | The Mole Rat Speaks | Kretoszczur przemawia | 6 maja 2020           | 27 maja 2020          | 30 czerwca 2020       |
| 9       | Human Scapegoat     | Ludzki kozioł ofiarny | 6 maja 2020           | 3 czerwca 2020        | 30 czerwca 2020       |
| 10      | Rabid Wolf          | Wściekły wilk         | 6 maja 2020           | 10 czerwca 2020       | 30 czerwca 2020       |
| 11      | A Beastly Feast     | Zwierzoświęto         | 6 maja 2020           | 17 czerwca 2020       | 30 czerwca 2020       |
| 12      | Anima-City          | Zwierzopolis          | 6 maja 2020           | 24 czerwca 2020       | 30 czerwca 2020       |

### Muzyka
W openingu wykorzystano utwór zatytułowany „Ready to”, wykonywany przez Sumire Morohoshi, podkładającą głos Michiru Kagemori, natomiast w endingu – utwór „Night Running” wykonywany przez artystę AAAMYYY.

### Blu-ray/DVD
Wszystkie odcinki serialu zostały skompilowane do trzech wydań na Blu-ray i DVD, które wydane zostały kolejno 19 sierpnia, 16 września oraz 14 października 2020.
| Tom | Odcinki | Data wydania         | Kod       | Kod       | Źródło |
| Tom | Odcinki | Data wydania         | Blu-ray   | DVD       | Źródło |
| --- | ------- | -------------------- | --------- | --------- | ------ |
| 1   | 1–4     | 19 sierpnia 2020     | TBR30081D | TDV30084D | [ 15 ] |
| 2   | 5–8     | 16 września 2020     | TBR30082D | TDV30085D | [ 16 ] |
| 3   | 9–12    | 14 października 2020 | TBR30083D | TDV30086D | [ 17 ] |

## Adaptacje

### Light novel
Na podstawie serialu powstała light novel będąca spin-offem, zatytułowana BNA ZERO Massara ni narenai kemono-tachi (jap. BNA ZERO ビー・エヌ・エー・ゼロ　まっさらになれない獣たち BNA Bī Enu Ē Zero Massara ni narenai kemono-tachi), która została zapowiedziana 11 marca 2020, a następnie wydana 23 kwietnia nakładem wydawnictwa Shūeisha pod imprintem Dash X Bunko.

### Manga
Publikacja mangi w oparciu o serial rozpoczęła się 29 maja 2020 w magazynie „Tonari no Young Jump”.